# Église de la Sainte-Trinité (Istanbul)
Pour les articles homonymes, voir Église de la Sainte-Trinité.
L'église de la Sainte-Trinité (du grec Ιερός Ναός Αγίας Τριάδος ; en turc : Aya Triada Kilisesi), parfois désignée comme « cathédrale de Taksim » (du nom de la place homonyme toute proche) est une église orthodoxe située dans le district de Beyoğlu à Istanbul.

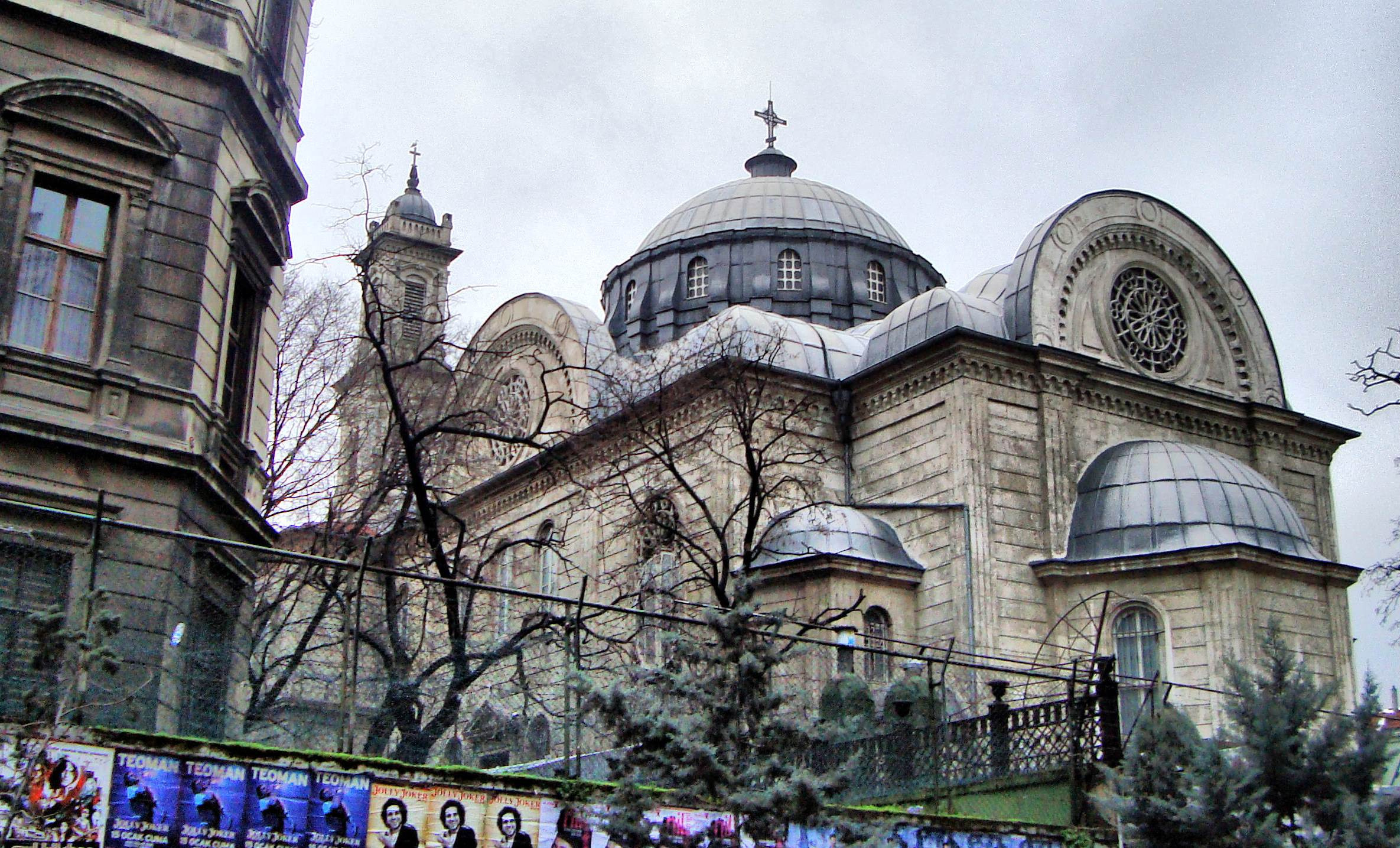
Arrière de l'édifice et coupole.
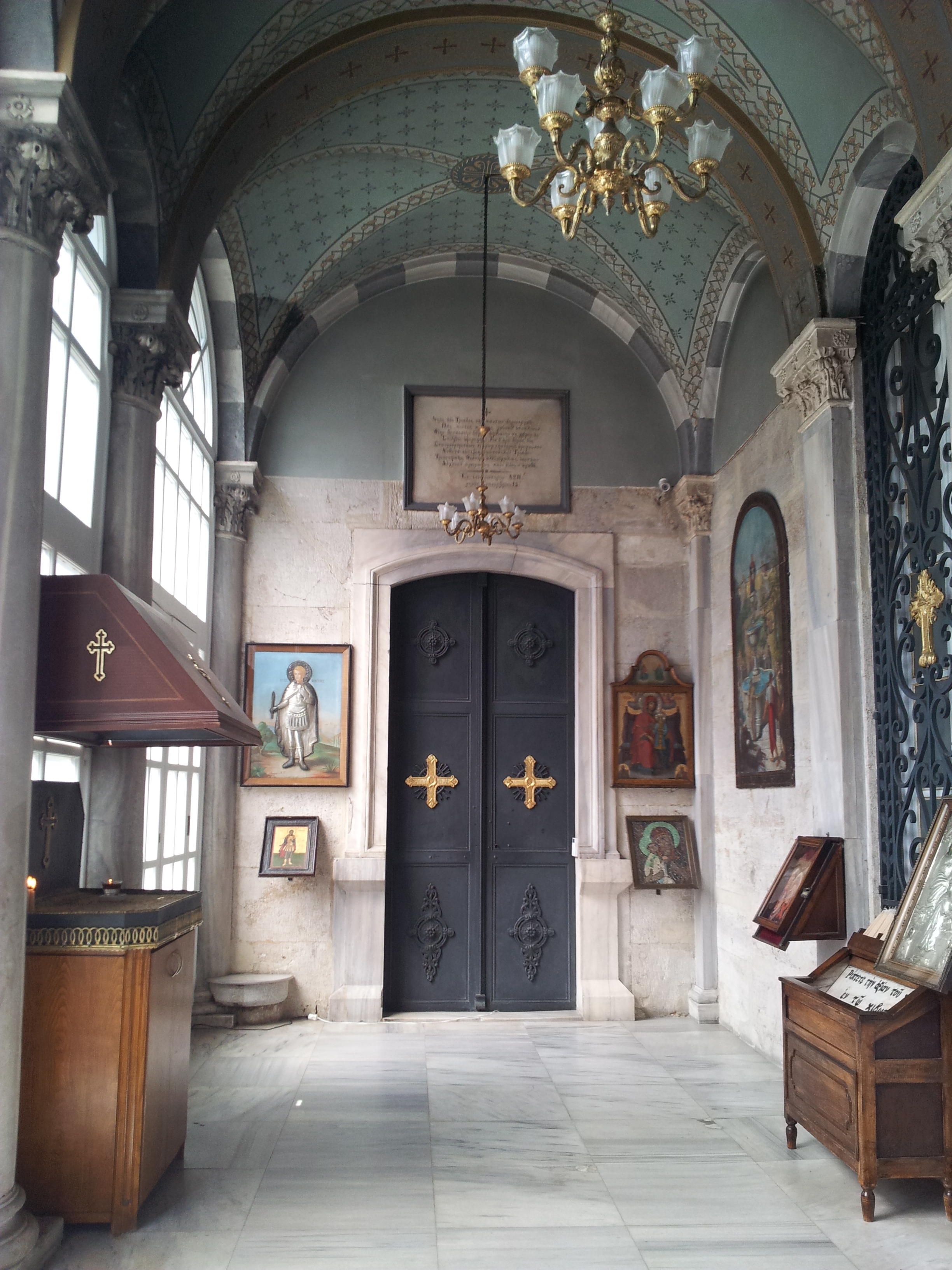
Parvis.
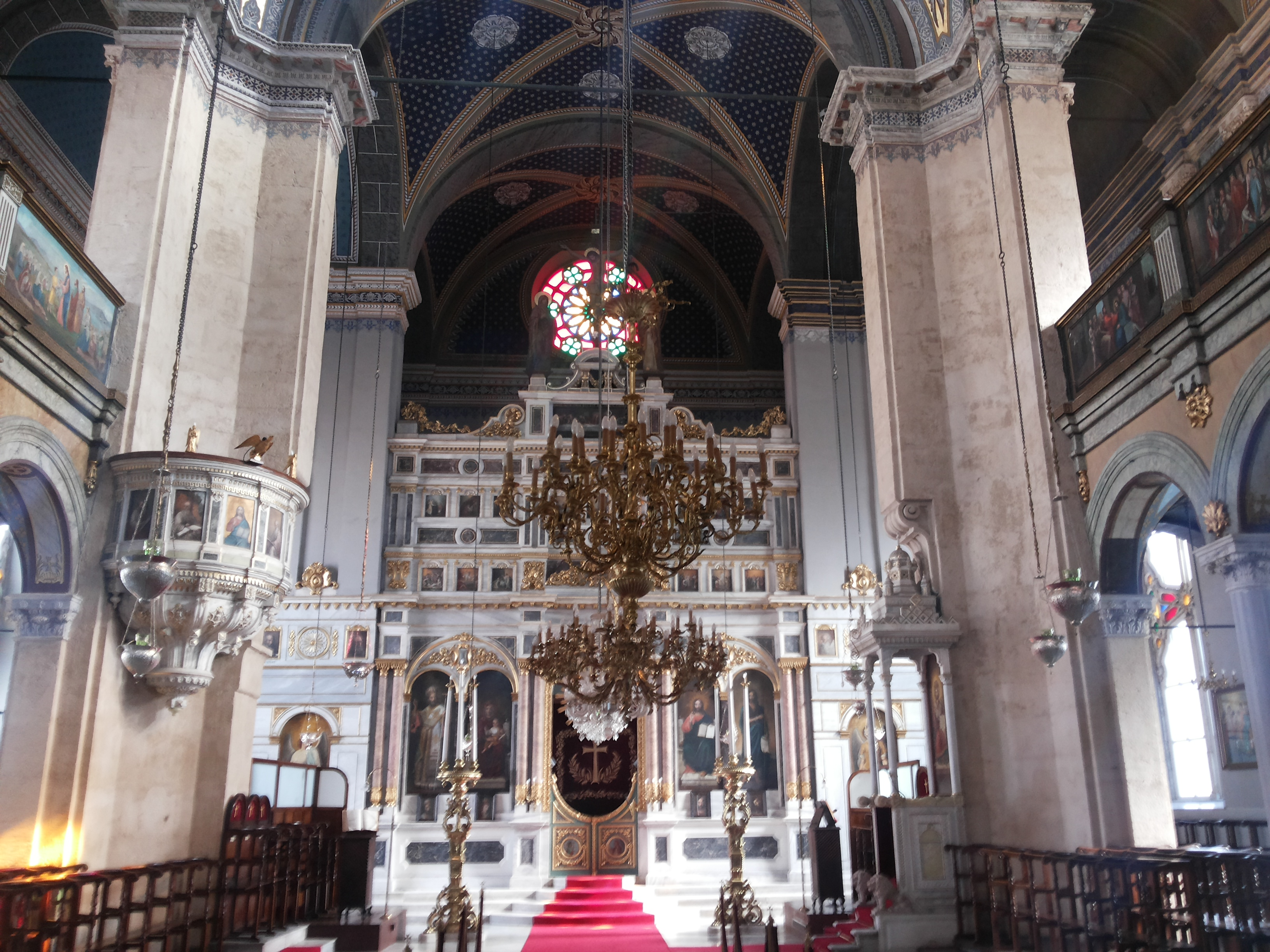
Vues...
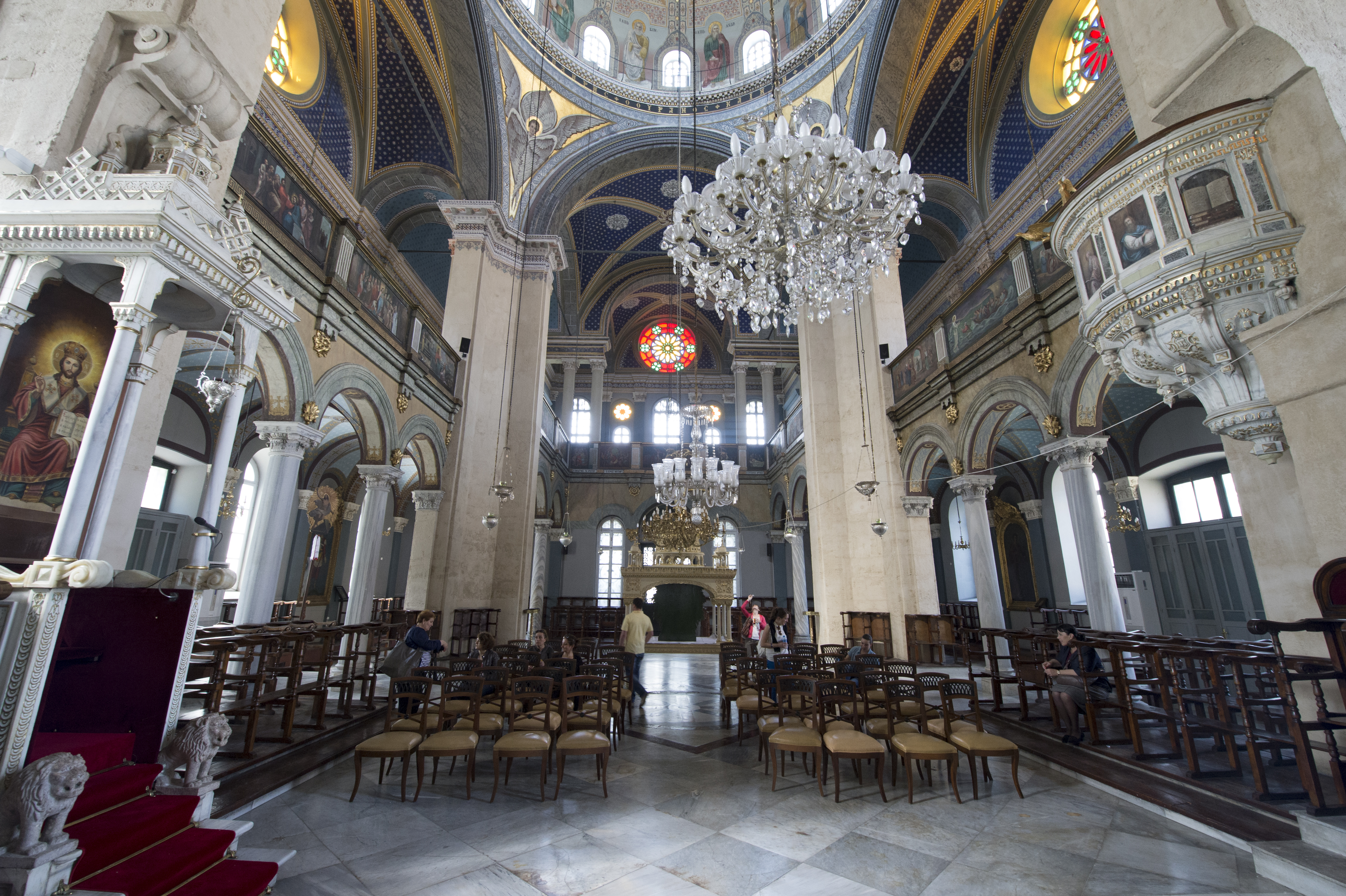
...de...
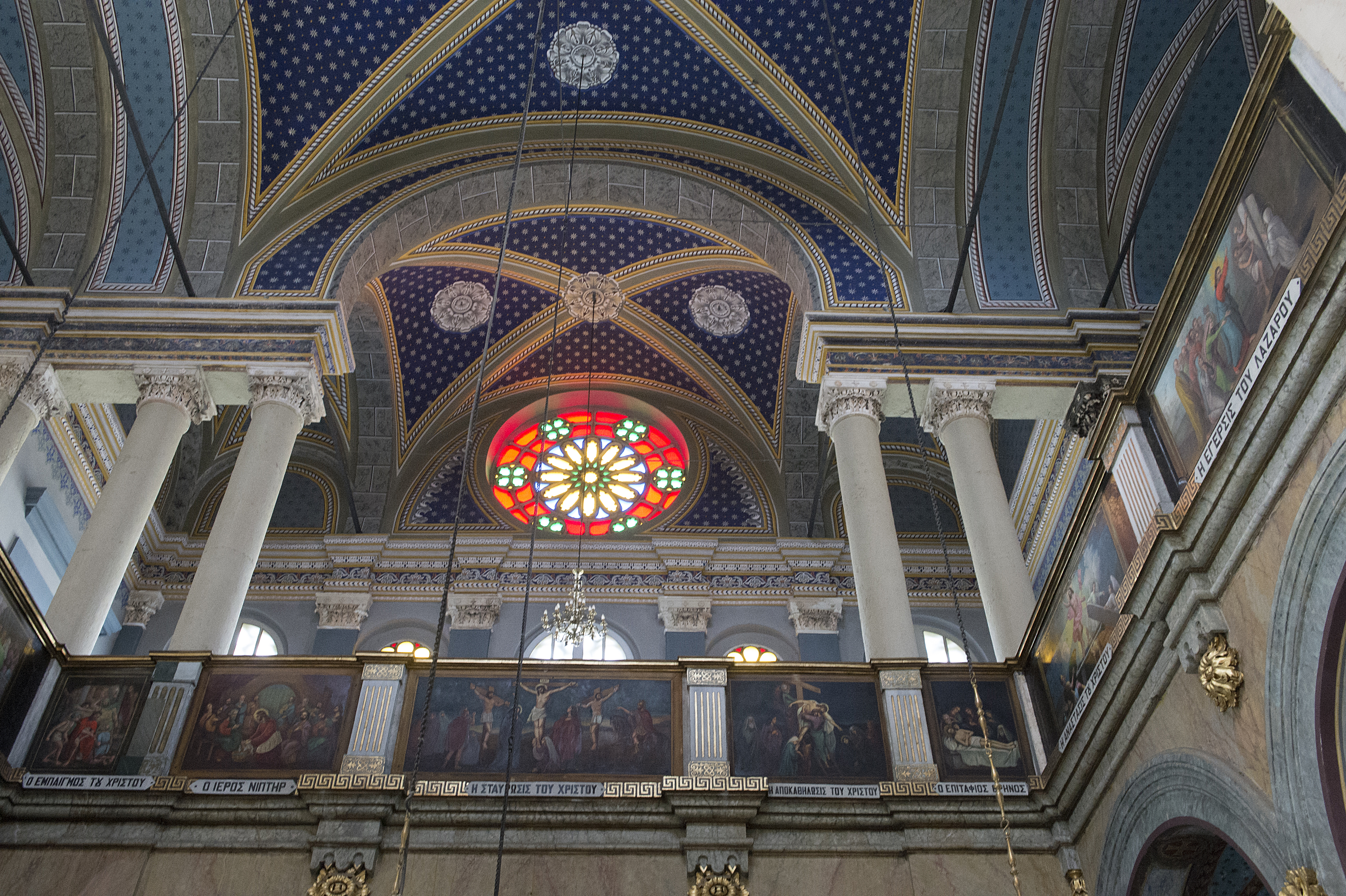
...l'intérieur et...
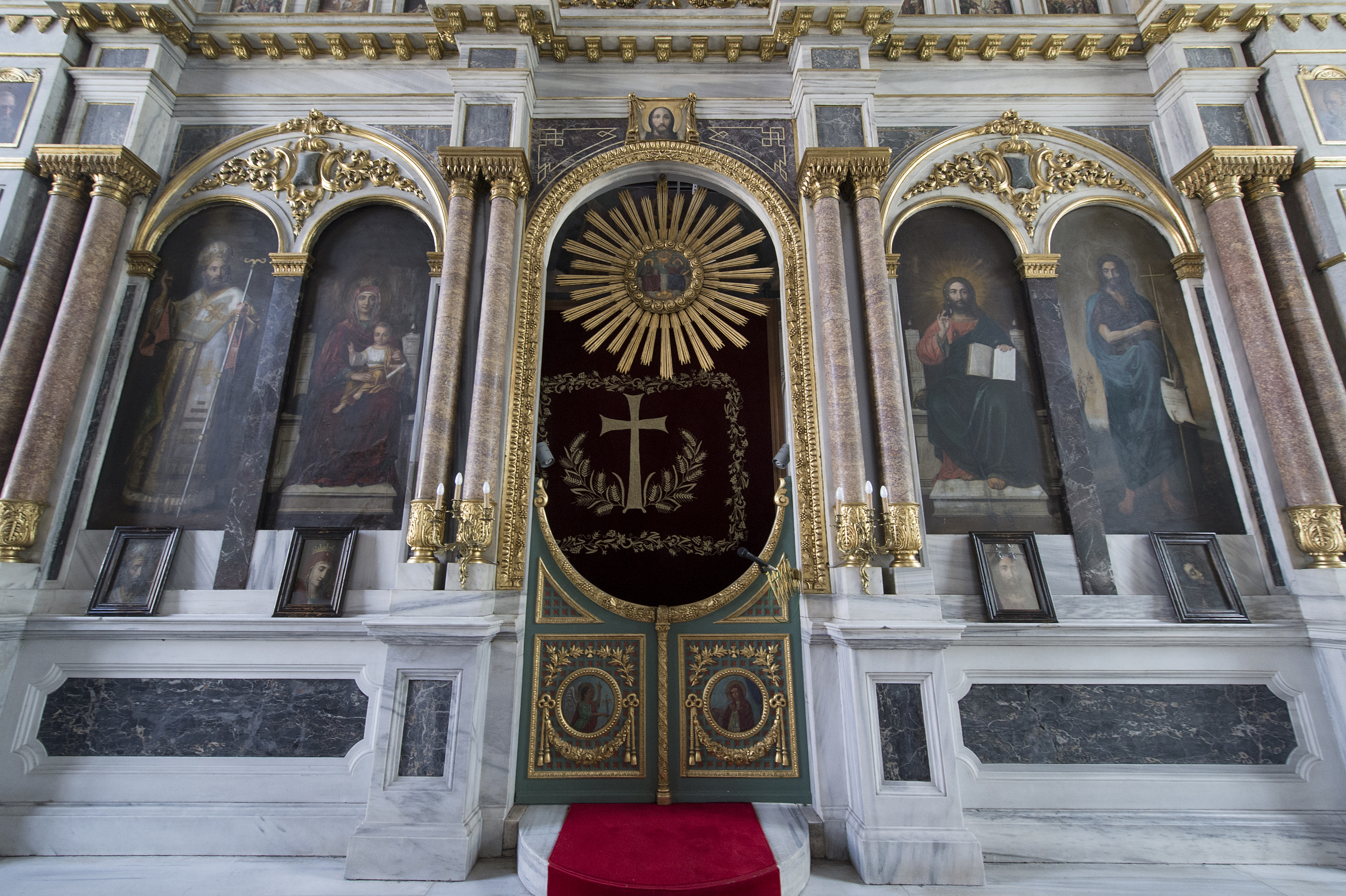
...iconostase.